# Pachnoda rougemonti
Pachnoda rougemonti är en skalbaggsart som beskrevs av Rigout 1984. Pachnoda rougemonti ingår i släktet Pachnoda och familjen Cetoniidae. Inga underarter finns listade i Catalogue of Life.